# Diego (Fußballspieler, 1982)
Diego Salgado Costa de Menezes (* 2. Februar 1982 in São Gonçalo) ist ein ehemaliger brasilianischer Fußballspieler. Er wurde auf der Position eines Torwarts eingesetzt.

## Karriere
Diego startete seine Laufbahn im Nachwuchsbereich von CR Flamengo. Hier begann er zunächst im Futsal Bereich. Als er zum Fußball wechselte, spielte er zunächst in der Verteidigung. Mit 13 Jahren absolvierte er dann erfolgreich die Tests als Torhüter. 2001 schaffte Diego den Sprung in den Profikader und gab hier 2002 sein Debüt. Nachdem Flamengos Stammtorwart Júlio César 2005 nach Italien zu Inter Mailand wechselte, konnte Diego sich zunächst in der Stammelf etablieren. Nach einer Verletzung 2006 musste er seinen Platz an Bruno abtreten und fungierte künftig nur noch als dessen Stellvertreter. In der Saison gewann Diego mit Flamengo die Copa do Brasil 2006. Zu Beginn der Saison 2009 verließ Diego den Klub und schloss sich dem Madureira EC aus Rio de Janeiro an und wurde kurz darauf wieder an Flamengo ausgeliehen. Im Juli des Jahres wechselte er wieder fest zu Flamengo. In der Meisterschaft 2009 konnte Diego den nächsten großen Erfolg feiern.
Zur Saison 2010 wechselte Diego zum Ceará SC, wo er die Option bekam als Stammtorhüter auszulaufen. In seiner ersten Saison konnte er mit dem Klub die Staatsmeisterschaft gewinnen. Dabei stellte er in dem Wettbewerb den Rekord auf 607 Minuten ohne Gegentor zu bleiben. Nach einer Vertragsverlängerung blieb Diego 2011 bei Ceará.
Für die Spiele um die Staatsmeisterschaft zu Beginn 2012 wechselte Diego zum Boavista SC. Zur Meisterschaftsrunde 2012 ging er zum Avaí FC.
Zu Beginn 2012 wechselte Diego zum Avaí FC. Auch bei Avaí verlor er innerhalb der Saison verletzungsbedingt seinen Stammplatz und Anfang 2013 an den Mirassol FC ausgeliehen. Bereits im Februar kehrte er zu Avaí zurück, wo er seinen Platz als Stammtorhüter wieder einnehmen konnte. 2016 wechselte Diego letztmals, er ging zum EC Santo André, wo er 2017 seine aktive Laufbahn beendete.

## Erfolge
Flamengo
- Staatsmeisterschaft von Rio de Janeiro: 2004, 2007, 2008, 2009
- Copa do Brasil: 2006
- Campeonato Brasileiro de Futebol: 2009

Ceará
- Staatsmeisterschaft von Ceará: 2011

Avaí
- Staatsmeisterschaft von Santa Catarina: 2012

Santo André
- Staatsmeisterschaft von São Paulo Série A2: 2016

## Auszeichnungen
- Auswahlmannschaft Staatsmeisterschaft von Ceará: 2010
- Bester Torwart Staatsmeisterschaft von Ceará: 2010